# Clapshot

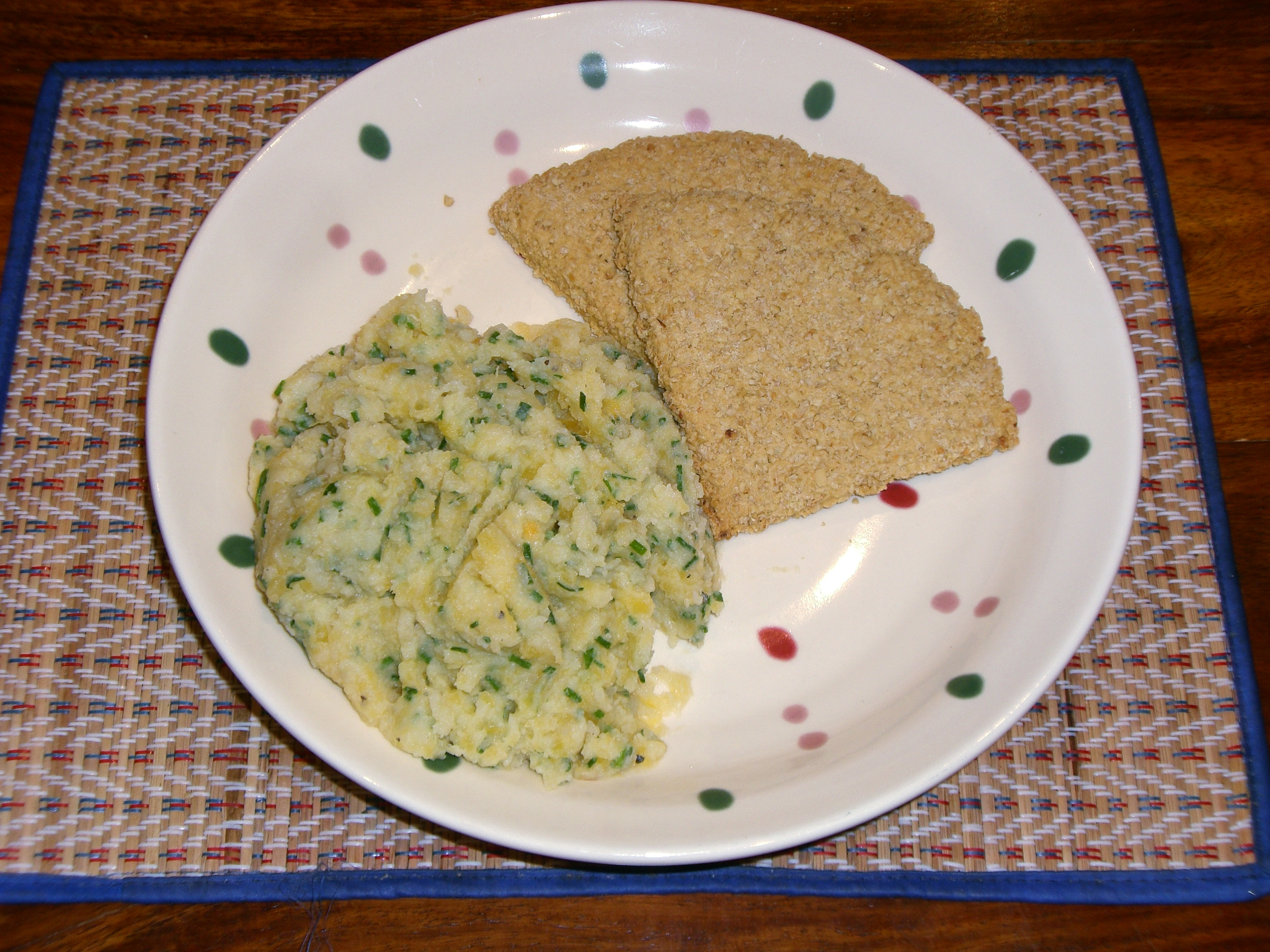
Clapshot (links im Bild) mit Haferkeksen

Clapshot ist eine Spezialität der schottischen Küche und besteht aus zusammen gestampften Kartoffeln und Kohlrüben. Der Brei wird traditionell zu Haggis serviert, eignet sich aber auch zu Fleisch und zu gegrillten oder gebratenen Würsten. Die Wortherkunft ist nicht geklärt.
Für die traditionelle Zubereitung werden geschälte, gekochte Kartoffeln und Rüben noch heiß mit Milch und Butter gestampft, doch alternativ kann mit ausgelassenem Bacon-Fett und Schnittlauch gewürzt werden. Einige Rezepte verlangen ein getrenntes Kochen der Kartoffeln und Rüben, bevor sie zusammen zerstampft werden. Zum schottischen Feiertag Burns Night ist Clapshot eine traditionelle Beilage zu Haggis, mit Whisky konsumiert.